# Финляндский пенни
Пенни (фин. penni, p) — в прошлом производная денежная единица и разменная монета Финляндии достоинством в одну сотую финской марки, существовавшая с 1860-х годов XIX века до перехода страны на евро с 1 января 2002 года.
В стране с 1963 года чеканились монеты достоинством 1, 5, 10, 20 и 50 пенни.

## История и описание
До 1917 года, когда Финляндия входила в состав Российской империи, в обращении находились монеты номиналом 1, 5, 10, 25 и 50 пенни. Все монеты имели на реверсе надписи на финском языке. Монеты в 1, 5 и 10 пенни имели на аверсе вензели царей Александра II (A II), Александра III (A III) и Николая II (N II), которые также правили Великим княжеством Финляндским. На монетах в 25 и 50 пенни вместо царских вензелей был изображён герб Великого княжества Финляндского (российский орёл с гербом Финляндии на груди).
В независимой Финляндии (после 1917 года) номиналы монет остались прежними, но рисунок изменился. Прежде всего, российская государственная символика была изменена на герб финского государства. Новые монеты были введены в обращение в период 1918—1921 годов. Внешний вид некоторых монет немного изменился в 1940—1941 годы.
В 1963 году снова изменились не только внешний вид, но и номиналы монет: были выпущены монеты в 1, 5, 10, 20 и 50 пенни.
В период 1969—1990 годов несколько раз менялись рисунки на монетах, но установленные в 1963 году номиналы оставались без изменений.
С 1990 года надписи на монетах стали двуязычными: на финском и шведском языках.

## Галерея
- 25 пенни 1916 года
- 5 пенни 1977 года
- 10 пенни 1992 года